# PauknAir-Flug 4101
Der PauknAir-Flug 4101 (Flugnummer IATA: PV4101, ICAO: PNR4101, Funkrufzeichen: PAUKNAIR 4101) war ein Inlandslinienflug der PauknAir von Málaga zur spanischen Exklave Melilla. Am 25. September 1998 verunfallte auf diesem Flug eine BAe 146-100 kurz vor der Landung bei Boumahfouda, Marokko, wobei alle 38 Insassen starben.

## Maschine
Bei dem verunglückten Flugzeug handelte es sich um eine BAe 146-100 aus britischer Produktion. Die Maschine wurde als siebtes Flugzeug dieses Typs im Werk von British Aerospace in Hatfield (Hertfordshire) endmontiert. Das Flugzeug trug die Werknummer E1007. Die Maschine hatte am 2. Juni 1983 ihren Erstflug absolviert. Am 18. Juni 1983 wurde sie an die Dan-Air ausgeliefert, bei der sie mit dem Luftfahrzeugkennzeichen G-BKHT in Betrieb ging, wobei Leasinggeberin die British Aerospace Asset Management (BAMJ) war. Die Maschine wurde zum 11. September 1992 an die Leasinggeberin retourniert. Ab dem 24. Juni 1993 war die Maschine bei der Fortis Aviation Group im Einsatz, bis sie zum 20. Juli 1994 erneut an BAMJ retourniert wurde. Ab dem 22. September 1995 war die Maschine an die PAN Air Lineas Aereas verleast, die diese für die PauknAir betrieb. Das Flugzeug trug in diesem Zuge seitdem das Kennzeichen EC-969, das zum 19. Dezember 1995 in EC-GEO geändert wurde. Das vierstrahlige Kurzstreckenflugzeug war mit vier Triebwerken des Typs Lycoming ALF502R-3A ausgestattet.
Die BAe 146 ist ein strahlgetriebenes Flugzeug, das speziell für den Betrieb auf Flughäfen mit kurzen Landebahnen entworfen wurde. Die Maschine hat leistungsstarke Radbremsen und großflächige Störklappen, um den Auftrieb direkt nach dem Aufsetzen zu reduzieren und den Widerstand zu erhöhen. Die Maschinen verfügen nicht über eine Schubumkehr.

## Insassen
Den Flug hatten 34 Passagiere angetreten, es befand sich eine vierköpfige Besatzung an Bord. Der 39-jährige Flugkapitän Diego Clavero Muñoz verfügte über 7.818 Stunden Flugerfahrung, von denen 1.648 Stunden auf die BAe 146 entfielen. Der 28-jährige Erste Offizier Bartolomé Jiménez hatte von seinen 3.501 Stunden Flugerfahrung 408 Stunden im Cockpit der BAe 146 absolviert.

## Unfallhergang
Die Maschine startete in Málaga, der Steigflug auf Flugfläche 140 und der weitere Flug in Richtung Melilla verliefen ohne besondere Vorkommnisse. Die Flugsicherung in Sevilla wies die Besatzung an, auf 7.000 Fuß zu sinken, zwei Minuten später wurde die Anweisung erteilt, auf 5.000 Fuß zu sinken und Kontakt mit der Flugsicherung in Melilla aufzunehmen. Der Erste Offizier teilte dem Lotsen in Melilla bei der ersten Kontaktaufnahme mit, dass man sich  im Sinkflug auf 5.000 Fuß in 30 nautischen Meilen Entfernung zum Flughafen Melilla befände.
Der Lotse antwortete, dass Landebahn 33 in Betrieb sei und dass der Wind aus 270 Grad mit einer Geschwindigkeit von 5 Knoten wehte. Er gab die Sichtweite mit 8 km an, wobei sich in 1.000 Fuß Höhe lediglich vereinzelt Wolken befänden. Um 07:45 Uhr teilte der Erste Offizier mit, dass man sich nur noch 22 nautische Meilen entfernt in 3.000 Fuß Höhe befände. Die Maschine war damit unter die Sicherheitsflughöhe von 4.000 Fuß gesunken. Der Sinkflug wurde fortgesetzt und die Maschine überflog in nur 1.100 Fuß Höhe die Küstenlinie.
Unter Instrumentenflugbedingungen sank die Maschine in gebirgigem Gebiet. Um 07:49:52 Uhr ertönte aus dem GPWS die Sprachwarnung „Terrain, terrain“. In einer Höhe von 890 Fuß und damit gefährlich nah über dem Gelände ertönte nochmals die Warnung „Whoop, whoop, Pull Up, Whoop, whoop, Pull Up“. Die Maschine schlug in einer Höhe von 886 Fuß auf und brach auseinander, wobei alle 38 Insassen getötet wurden.

## Ursache
Die Unfallermittler stellten fest, dass die Maschine unter Instrumentenflugbedingungen mit dem Gelände kollidiert war. Die Hypothese von einigen Mitgliedern der Untersuchungskommission, wonach es sich um einen Controlled flight into terrain gehandelt habe, bestätigte sich damit. Als beitragende Faktoren wurde ein Nichtbefolgen von Standardverfahren für den Anflug genannt, wobei hier insbesondere bemängelt wurde, dass die Piloten die Maschine unter die Sicherheitsflughöhe hatten sinken lassen. Als weitere beitragende Faktoren wurden eine unzureichende Zusammenarbeit der beiden Piloten ebenso bemängelt wie die Nichtbeachtung der unternehmenseigenen Standardverfahren für GPWS-Alarme.